# Мейсон, Джанин
Джани́н Мари́ Ме́йсон (англ. Jeanine Marie Mason, род. 14 января 1991, Майами) — американская актриса и танцовщица. В 2009 году выиграла пятый сезон танцевального соревновательного шоу «Значит, ты умеешь танцевать?». Играла второстепенные роли в таких телесериалах, как «Балерины» и «Анатомия страсти», и главные роли в телесериалах «Цари и пророки» и «Розуэлл, Нью-Мексико».

## Биография
Мейсон родилась в Майами, штат Флорида, и выросла в семье танцоров в Пинекресте, штат Флорида. Её родители — кубинцы. Мейсон начала обучаться балету и фламенко в возрасте трёх лет, а затем также училась танцевать джаза, хип-хоп, современные танцы, а также занималась акробатикой. В одиннадцать лет Мейсон начала изучать актёрское мастерство. После переезда в Лос-Анджелес, штат Калифорния, она продолжила обучение в студии Майкла Вулсона. В 2014 году Джанин с отличием окончила Калифорнийский университет в Лос-Анджелесе.
В возрасте 18 лет Мейсон участвовала в пятом сезоне шоу So You Think You Can Dance, став самым молодым победителем в истории конкурса, опередив других участников Брэндона Брайанта, Кайлу Радомски и Эвана Каспржака. В течение первых пяти недель конкурса (от 20 до 12 лучших) Мейсон была партнёршей Филиппа Чибиба. Во время шестой недели шоу Мейсон танцевала современный номер, поставленный Трэвисом Уоллом, и была партнёршей Джейсона Гловера. Позже Мейсон также стала партнёршей Брэндона Брайанта, Эйда Обайоми, Эвана Каспржака и Кайла Радомски. Мейсон постоянно хвалили за её сильные и разносторонние выступления.
Осенью 2009 года Джанин совершила турне по Соединённым Штатам с двенадцатью лучшими танцорами шоу.
9 ноября 2010 года она исполнила современный бальный танец с Марком Балласом в телешоу «Танцы со звёздами».
Вскоре после завершения танцевального шоу Джанин полностью сосредоточила свое внимание на том, чтобы направить свои исполнительские навыки на другую любовь всей своей жизни ― актёрское мастерство. Её карьера на экране началась, когда она снялась в эпизоде популярного шоу Nickelodeon ― «Биг Тайм Раш». Затем она снялась в сериалах: «Элитное общество», «C.S.I.: Место преступления», «Свежий бит» и «Голливудские холмы», прежде чем получила постоянную роль Козетты в сериале «Балерины». У Мейсон была постоянная роль в популярной медицинской драме ABC «Анатомия страсти».
В феврале 2018 года было объявлено, что она сыграет Лиз Ортехо в сериале «Розуэлл, Нью-Мексико». Телеканал CW заказал показ сериала 11 мая 2018 года.
В 2009—2011 годах Мейсон состояла в отношениях с танцором и музыкантом Марком Балласом, в 2011—2018 — с актёром Бо Мирчоффом.

## Фильмография
| Год  | Название на русском  | Название на английском     | Роль              | Примечания      |
| ---- | -------------------- | -------------------------- | ----------------- | --------------- |
| 2011 | Шикарное кольцо      | The Bling Ring             | Боссо             | ТВ фильм        |
| 2011 |                      | Glassy                     |                   | Короткометражка |
| 2012 |                      | ¡Understudy!               | Клара Клейн       | Короткометражка |
| 2014 | Провинность          | Default                    | Марсела           |                 |
| 2016 |                      | El Empantanado (The Muddy) | Хейли             |                 |
| 2017 |                      | The Archer                 | Ребекка Росински  |                 |
| 2020 | Рождество на площади | Christmas on the Square    | Фелисити Соренсон |                 |

| Год       | Название на русском           | Название на английском                   | Роль             | Примечания                       |
| --------- | ----------------------------- | ---------------------------------------- | ---------------- | -------------------------------- |
| 2010      | Биг Тайм Раш                  | Big Time Rush                            | Маффи            | Эпизод: "Big Time Halloween"     |
| 2011      | Свежий бит                    | The Fresh Beat Band                      | Эми              | Эпизод: "Step It Up"             |
| 2011      | C.S.I.: Место преступления    | CSI: Crime Scene Investigation           | Гвин Селигсон    | Эпизод: "Brain Doe"              |
| 2012      | Голливудские холмы            | Hollywood Heights                        | Натали           | 2 эпизода                        |
| 2013      | Балерины                      | Bunheads                                 | Козетта          | 7 эпизодов                       |
| 2013      | Втайне от родителей           | The Secret Life of the American Teenager | Бейб             | Эпизод: "Money for Nothin'"      |
| 2013      | Особо тяжкие преступления     | Major Crimes                             | Хезер            | Эпизод: "Jailbait"               |
| 2014      | Неуклюжая                     | Awkward                                  | Шэйн             | Эпизод: "Prison Breaks"          |
| 2014      | Ты — воплощение порока        | You're the Worst                         | Дана             | Эпизод: "Equally Dead Inside"    |
| 2014      | Морская полиция: Лос-Анджелес | NCIS: Los Angeles                        | Бонни Флорес     | Эпизод: "The Grey Man"           |
| 2016      | Цари и пророки                | Of Kings and Prophets                    | Мерова           | Основной состав; 9 эпизодов      |
| 2017      | Дивы дневного эфира           | Daytime Divas                            | Ник              | 2 эпизода                        |
| 2017      | Мыслить как преступник        | Criminal Minds                           | бариста Хелен    | Эпизод: "To a Better Place"      |
| 2017—2018 | Анатомия страсти              | Grey's Anatomy                           | доктор Сэм Белло | Второстепенная роль; 12 эпизодов |
| 2019—2022 | Розуэлл, Нью-Мексико          | Roswell, New Mexico                      | Лиз Ортехо       | Главная роль                     |
| 2023      | Загрузка                      | Upload                                   | Карина Силва     | Второстепенная роль; 5 эпизодов  |